# جاده ای۱۴۴
جاده ای۱۴۴ (به انگلیسی: A144 road) یکی از جاده‌های کشور انگلستان است.
این جاده از روستای دارسهام شروع و در شهرک بونگای در شهرستان سافک به پایان می‌رسد، طول این جاده ۲۲.۷ کیلومتر است.